# Tušice
Tušice es un municipio del distrito de Michalovce en la región de Košice, Eslovaquia, con una población estimada a final del año 2024 de 667 habitantes.
Se encuentra ubicado al noreste de la región, en la cuenca hidrográfica del río Bodrog (afluente derecho del Tisza) y cerca de la frontera con la región de Prešov, Ucrania y Hungría.

## Demografía
| Año        | 1994 | 2004    | 2014    | 2024    |
| ---------- | ---- | ------- | ------- | ------- |
| Población  | 688  | 696     | 689     | 667     |
| Diferencia |      | +1,16 % | −1,00 % | −3,19 % |

| Año        | 2023 | 2024    |
| ---------- | ---- | ------- |
| Población  | 666  | 667     |
| Diferencia |      | +0,15 % |